# Haa Dhaalu
Haa Dhaalu är en administrativ atoll i Maldiverna. Den ligger i den norra delen av landet, den administrativa centralorten Kulhudhuffushi ligger 275 km norr om huvudstaden Malé. Antalet invånare vid folkräkningen 2014 var 19 541. Det är den näst nordligaste av Maldivernas administrativa atoller.
Den administrativa atollen består geografiskt av 38 öar spridda över den södra delen av Thiladhunmathi atoll och Makunudhoo atoll. 
Det finns 13 bebodda öar: Finey, Hanimaadhoo, Hirimaradhoo, Kulhudhuffushi, Kumundhoo, Kurinbi, Makunudhoo, Naivaadhoo, Nellaidhoo, Neykurendhoo, Nolhivaran, Nolhivaranfaru och Vaikaradhoo.
Det finns en internationell flygplats på Hanimaadhoo cirka 17 kilometer från Kulhudhuffushi.